# Abantis ja
Abantis ja là một loài bướm ngày thuộc họ Bướm nhảy. Loài này được Hamilton Herbert Druce mô tả lần đầu năm 1909. Loài này được tìm thấy ở Bờ Biển Ngà, Ghana, Cameroon, Cộng hòa Congo và Cộng hòa Trung Phi. Rừng là môi trường sống của loài này.